# Отстранение Виктора Януковича от власти

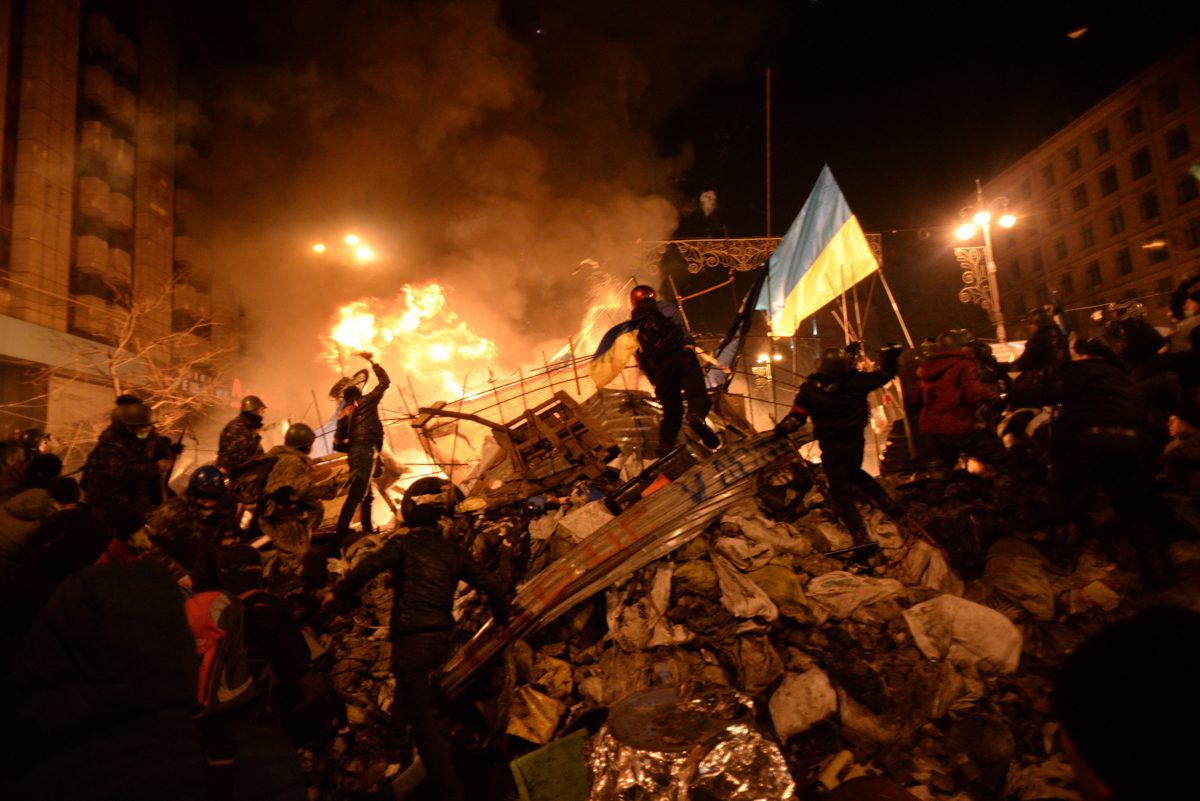
Евромайдан, 18 февраля 2014 года

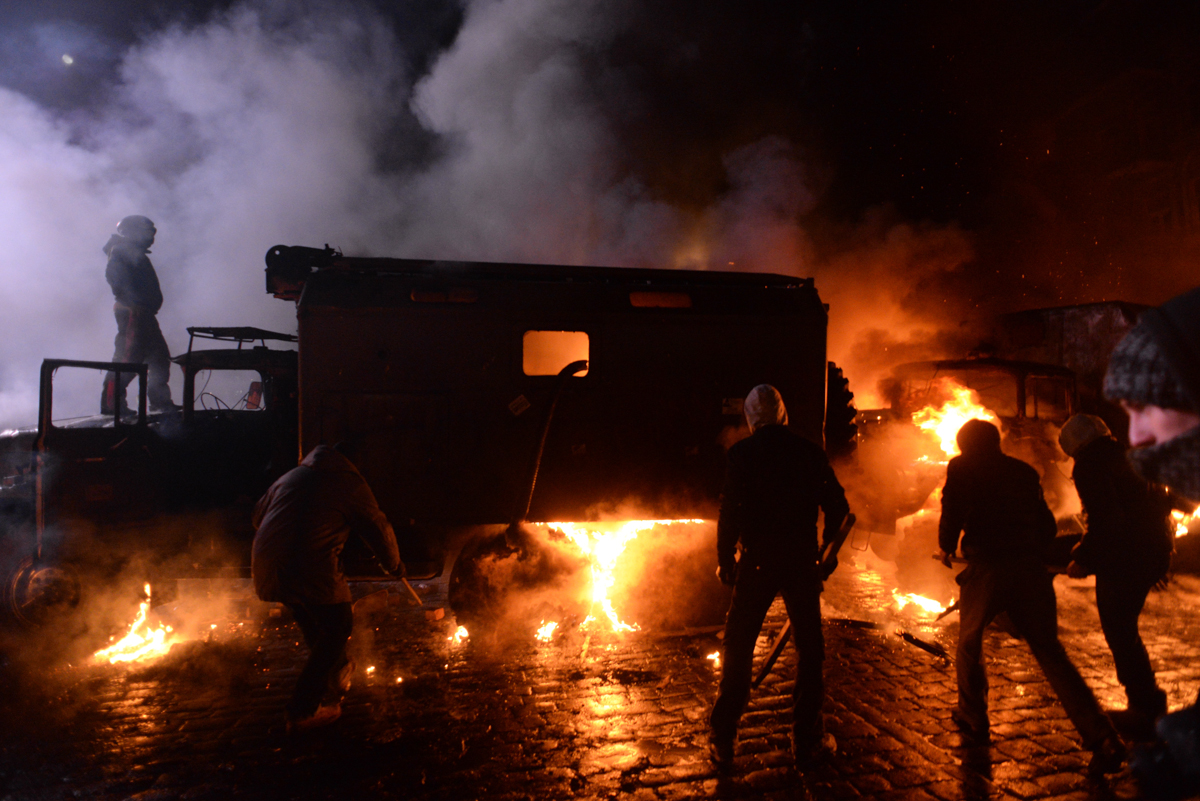
Протесты во время Евромайдана, 2014 год

В конце февраля 2014 года на фоне политического кризиса 4-й президент Украины Виктор Янукович бежал из Украины в Россию при содействии российских спецслужб, а Верховная рада Украины приняла постановление об отстранении Януковича от президентских полномочий, обвинив его в самоустранении от осуществления конституционных полномочий неконституционным образом. 22 февраля временным исполняющим обязанностей президента стал новоизбранный глава Верховной рады Александр Турчинов.
21 февраля 2014 года на фоне кровопролитного противостояния в центре Киева между участниками Евромайдана и правоохранительными органами, унёсшего жизни более ста человек, президент Украины Виктор Янукович и лидеры парламентской оппозиции при посредничестве представителей Польши, Германии и Франции подписали «Соглашение об урегулировании кризиса в Украине». Документом предусматривались возврат к парламентско-президентской форме правления, формирование «правительства национального доверия», конституционная реформа и проведение досрочных выборов президента до конца 2014 года, а также отвод сил правопорядка из центра Киева, прекращение насилия и сдача оппозицией оружия.
В тот же день Верховная рада приняла сразу в трёх чтениях проект «Закона о восстановлении действия отдельных положений Конституции Украины», возвращающий Конституцию 2004 года, и направила его в Администрацию президента. Кроме того, Верховная рада приняла закон, исключавший уголовное преследование для всех участников массовых акций протеста. Депутаты также сняли с должности главу МВД Виталия Захарченко и проголосовали за закон, позволявший освободить из заключения Юлию Тимошенко.
Протестующие на Майдане Независимости потребовали немедленной отставки Виктора Януковича. В ночь на 22 февраля активисты Евромайдана захватили правительственный квартал, покинутый правоохранителями, которые были выведены из центра Киева днём 21 февраля согласно постановлению Верховной рады, принятому накануне.
22 февраля на утреннем заседании Верховной рады было объявлено, что Янукович предыдущим вечером покинул Киев, при этом законопроект о восстановлении действия Конституции 2004 года остался неподписанным. Верховная рада удовлетворила заявление об отставке спикера парламента Владимира Рыбака. Новым главой Верховной рады был избран Александр Турчинов. Днём в телеэфир вышла видеозапись интервью с Януковичем, в котором он заявил, что не собирается подавать в отставку и не намерен подписывать решения Верховной рады, которые он считает противозаконными и принятыми под давлением, а происходящее в стране квалифицировал как «вандализм, бандитизм и государственный переворот». Через несколько часов Верховная рада приняла постановление, в котором заявила, что Янукович «неконституционным образом самоустранился от осуществления конституционных полномочий» и не выполняет свои обязанности, а также назначила досрочные президентские выборы на 25 мая 2014 года. За отстранение Януковича проголосовали 328 депутатов.
23 февраля 2014 года Янукович из Харькова приехал в Донецк.
23 февраля Верховная рада возложила на Александра Турчинова обязанности президента Украины до избрания нового главы государства.
Вечером 23 февраля кортеж Виктора Януковича с президентской охраной выехал из Донецка к побережью Азовского моря.
Ночью 23 февраля 2014 года Виктор Янукович собственноручно написал расписку об отказе от государственной охраны и отпустил офицеров охраны президента по домам. Расписка была вручена начальнику личной охраны президента Януковича. Фотография оригинала данной расписки Виктора Януковича от 24 февраля 2014 года опубликована на личной странице facebook Арсена Авакова.
Утром 24 февраля российскими спецслужбами была проведена операция по эвакуации Виктора Януковича и членов его семьи в безопасное место на территории Крыма.
Через некоторое время Янукович был тайно перевезён из Крыма на территорию РФ, а 26 февраля был объявлен новой украинской властью в международный розыск.
27 февраля в парламенте Украины была создана коалиция «Европейский выбор», в которую вошли 250 народных депутатов. В этот же день Верховная рада утвердила новое правительство Украины, премьер-министром стал Арсений Яценюк.
27 февраля Виктор Янукович обратился к руководству России с просьбой обеспечить ему личную безопасность «от действий экстремистов» в связи с поступающими в его адрес угрозами расправы. В опубликованном обращении, а также на проведённой на следующий день в Ростове-на-Дону пресс-конференции Янукович заявлял, что считает себя действующим президентом Украины, а решения, принятые Верховной радой в последние дни, он квалифицировал как нелегитимные. В своих заявлениях он также обвинил оппозицию, Евросоюз и США в невыполнении Соглашения об урегулировании политического кризиса на Украине, заключённого 21 февраля.
25 мая на фоне начавшейся войны в Донбассе состоялись внеочередные выборы президента Украины. Победу одержал Пётр Порошенко, набравший 54,7 % голосов.
Произошедшая смена высшего руководства Украины не привела к одномоментному разрешению политического кризиса, усугублявшегося на её фоне. Вызывала вопросы и легитимность отстранения от власти президента Януковича. В украинских и западных СМИ, в заявлениях поддержавших смену власти политиков события 2014 года (включая Евромайдан) рассматриваются как революция («Революция достоинства»). В российской пропаганде события называются государственным переворотом, в то время как историки и политологи характеризуют как совершенный Россией военный переворот события 27 февраля в Крыму, когда российские военные захватили крымские парламент и правительство и организовали замену украинских органов власти на контролируемых Россией акторов.

## Предыстория событий
18 февраля произошло резкое обострение ситуации, вылившееся в течение последовавших дней в массовое кровопролитие в центре Киева. Столкновения между радикалами Евромайдана и противостоявшими им сотрудниками правоохранительных органов, военнослужащими внутренних войск и организованными группами противников Евромайдана возобновились в день заседания Верховной рады, на котором оппозиция планировала обсудить вопрос немедленного возвращения к парламентско-президентской форме правления и восстановления конституции 2004 года, а в поддержку этих требований по призыву лидеров оппозиции было организовано так называемое «мирное наступление» на Верховную раду, в котором приняло участие несколько тысяч вооружённых активистов Евромайдана. В связи с кровопролитием в Киеве крайне обострилась ситуация на западе Украины. Здесь вновь начались захваты органов государственной власти и госучреждений.
Утром 20 февраля в Киев прибыла делегация из Москвы во главе с генерал-полковником ФСБ Сергеем Беседой, руководителем пятой службы ФСБ, занимающейся разведывательными операциями в республиках бывшего СССР. Целью визита было убедить руководство и силовиков Украины подавить Евромайдан силой. Согласно исследователю Восточной Европы Адриану Катарницкому, задачей Беседы было также заблокировать заключение компромиссного соглашения между Януковичем и оппозицией, а в случае неудачи привести в действие план России по разделению Украины.
20 февраля министр МВД Украины Виталий Захарченко и глава СБУ Александр Якименко эскалировали противостояние с протестующими. 20 февраля 48 протестующих было застрелено.
Вспышка насилия и кровопролитие в центре Киева привели к массовому бегству депутатов и чиновников из Партии регионов и резкому падению поддержки действий власти. Заявления на выход из Партии регионов написали десятки депутатов Верховной рады, руководителей областных организаций ПР, областные депутаты и городские головы. Только за период с 19 по 22 февраля, по данным Сергея Тигипко, фракцию ПР в Верховной раде покинули 77 из 186 народных депутатов. В последующие дни процесс продолжился.
Вечером 20 февраля на экстренном заседании Верховная рада приняла постановление, осудившее применение насилия, которое привело к гибели граждан Украины, пыткам, истязаниям и другим преступлениям против человечности. За это решение проголосовали 236 из 238 присутствовавших народных депутатов Украины.
Своим постановлением Верховная рада обязала правительство, СБУ, МВД, Министерство обороны Украины и другие военизированные группировки немедленно прекратить применение силы и запретить использование любых видов оружия и специальных средств против граждан Украины. Верховная рада также запретила проведение антитеррористической операции, объявленной СБУ и антитеррористическим центром Украины 19 февраля. Министерству внутренних дел было приказано «безотлагательно прекратить блокирование сотрудниками правоохранительных органов транспортных коммуникаций и других улиц, площадей, переулков, бульваров в городе Киеве и в других населённых пунктах Украины» и обеспечить возвращение сотрудников правоохранительных органов к местам их постоянной дислокации.
Поздно вечером 20 февраля в Администрации президента возобновились переговоры с участием украинских властей, оппозиции, министров иностранных дел Польши, Германии и Франции. В половине второго ночи на переговоры в Администрацию президента прибыли посол России на Украине Михаил Зурабов и уполномоченный по правам человека в РФ Владимир Лукин. Ночью здание Администрации покинули послы России и Франции. Также сообщалось, что переговоры покинул министр иностранных дел Франции Лоран Фабиус в связи с тем, что ему необходимо было улетать в Пекин. Переговоры, продлившиеся восемь часов, закончились под утро. Стороны парафировали текст Соглашения, подписание которого было назначено на полдень 21 февраля.
21 февраля после открытия утреннего заседания Верховной рады спикер Владимир Рыбак заявил, что подписал постановление о прекращении огня. Парламентарии почтили память погибших в центре Киева минутой молчания. Фракция Партии регионов на своём официальном сайте обратилась ко всем участникам противостояния в Киеве с призывом сложить оружие и остановить «братоубийственную войну».
Днём 21 февраля сотрудники правоохранительных органов были выведены из правительственного квартала, внутренние войска и спецподразделения МВД покинули Киев и были отправлены в места постоянной дислокации. Представитель президента в Верховной Раде Юрий Мирошниченко заверил журналистов, что силовики оставили здание парламента, исполняя принятое 20 февраля постановление о прекращении огня и выводе войск из Киева.
В 16:00 президентом Януковичем и главами трёх оппозиционных партий в присутствии дипломатических представителей Польши, Германии и Франции было подписано Соглашение об урегулировании политического кризиса. В качестве первого шага Соглашение предусматривало принятие, подписание и обнародование специального закона, восстанавливающего действие Конституции Украины 2004 года, соответствующий пункт предполагал, что указанный закон будет принят, подписан и обнародован в течение 48 часов с момента подписания соглашения. Соглашение Януковича с оппозицией также предусматривало формирование «правительства национального доверия», конституционную реформу и проведение досрочных выборов президента до конца 2014 года, а в качестве самых срочных мер — отвод сил правопорядка из центра Киева (кроме зданий органов власти, «физическая защита» которых была обозначена как допустимое соглашением «исключительное» основание использования сил правопорядка), прекращение насилия и сдачу оппозицией оружия.
В течение часа после подписания Соглашения Верховная рада приняла сразу в трёх чтениях проект «Закона о восстановлении действия отдельных положений Конституции Украины», возвращающий Конституцию 2004 года, и направила его в Администрацию президента. Кроме того, Верховная рада приняла закон, исключавший уголовное преследование для всех участников массовых акций протеста. Депутаты также сняли с должности и. о. министра внутренних дел Виталия Захарченко и проголосовали за закон, позволявший освободить из заключения лидера «Батькивщины» Юлию Тимошенко.
Вечером 21 февраля, после того как лидерами парламентской оппозиции было объявлено со сцены Майдана независимости о подписании Соглашения, радикально настроенные участники отвергли его и потребовали немедленной отставки Виктора Януковича. Согласно объявленному на Майдане ультиматуму, Януковичу установили срок до 10 часов утра для принятия решения об отставке. В противном случае активисты пообещали начать вооружённое наступление. Лидер «Правого сектора» Дмитрий Ярош заявил, что его организация будет продолжать борьбу до тех пор, пока не будет выполнено главное условие — отставка Януковича. Договорённостей, которые были достигнуты во время переговоров Виктора Януковича с лидерами оппозиции, «Правый сектор», по словам Яроша, не признаёт.
Полный отвод сил правопорядка из правительственного квартала (в том числе, вразрез с положением соглашения, и от зданий органов власти) оставил его совершенно свободным для захвата сторонниками Евромайдана, который и в скором времени и состоялся. Поздно вечером и ночью отряды «Самообороны Майдана» и «Правого сектора», не дожидаясь истечения срока ультиматума, захватили здания Верховной рады, Кабинета министров, Администрации президента и МВД.
Тем временем Виктор Янукович, председатель Верховной рады Владимир Рыбак и глава президентской администрации Андрей Клюев в 22:40 покинули Киев, вылетев на президентском самолёте в Харьков.
Исследователь Восточной Европы Адриан Катарницкий описывает отвод Беркута и Альфы как быстрый и организованный. Отход силовиков, по его мнению, поэтому не мог быть вызван внутренними противоречиями или разногласиями в них. На момент отхода не было также признаков перехода силовиков на сторону оппозиции. Отход силовиков, по мнению Катарницкого, поэтому может быть объяснен только решением присутствовавшей в Украине российской "пятой колонны", к которой Катарницкий относит также тогдашних министра МВД Украины Виталия Захарченко и главу СБУ Александра Якименко.
21 февраля председатель Харьковской государственной областной администрации Михаил Добкин заявил, что 22 февраля в Харькове по инициативе общественной организации Украинский фронт состоится съезд депутатов всех уровней юго-восточных областей Украины, АР Крым и Севастополя. Возможно, с этим был связан и отъезд из Киева руководителя фракции ПР в Верховной раде Александра Ефремова, который, по сообщениям СМИ, отправился в Луганск для встречи с партийным активом области и местными руководителями силовых структур.
Съезд состоялся, однако продлился он всего полтора часа, а среди участников были в основном представители Харьковской, Донецкой, Луганской областей, города Севастополя и Автономной Республики Крым. Выступивший на съезде заместитель руководителя фракции Партии регионов в Верховной раде Олег Царёв заявил, что на Украине произошёл вооружённый захват власти, а поэтому он призвал участников съезда договориться о дальнейших действиях с целью недопущения переноса политической дестабилизации из Киева на Юго-Восток — в первую очередь, речь шла о Днепропетровске, Харькове, Крыме. Царёв подчеркнул, что никто не может дать гарантии того, что 20 тыс. вооружённых людей, находящихся в Киеве, не будут направлены в юго-восточные области Украины. «У нас здесь порядок, нам не нужны люди с оружием», — сказал Царёв. — «Наша главная задача — организоваться и не допустить хаоса». В тексте принятой резолюции подчеркивалось, что «незаконные вооружённые формирования оружие не сдали, продолжают захватывать центральные органы власти, убивать мирных людей и сотрудников правоохранительных органов. Верховная рада Украины работает в условиях террора, под угрозой оружия и убийства. Решения украинского парламента, принятые в этих условиях, вызывают сомнения в их добровольности, легитимности и законности».
Констатируя, что «центральные органы власти парализованы», делегаты съезда постановили, что «на период до восстановления конституционного порядка и законности» «органы местного самоуправления всех уровней, Верховный Совет АР Крым и Севастопольский городской совет решили взять на себя ответственность за обеспечение конституционного порядка, законности, прав граждан и их безопасности на своих территориях», при этом областные, районные советы, Севастопольский городской совет, Верховный Совет АР Крым должны «отозвать делегированные органам государственной исполнительной власти полномочия». Делегаты призвали правоохранительные органы «обеспечить тесное взаимодействие с местными органами власти», войска — «оставаться на местах дислокации, обеспечить сохранность складов с оружием и боеприпасами и военной техникой, не вмешиваться в противостояние и конфликты», а население — «самоорганизоваться для взаимодействия с правоохранительными органами на местах».
Янукович, однако, на съезде так и не появился. Депутаты и чиновники стали массово покидать Партию регионов. Только за период с 19 по 22 февраля, по данным одного из лидеров ПР Сергея Тигипко, фракцию ПР в Верховной раде покинули 77 из 186 народных депутатов, что фактически лишило президента парламентской поддержки.

## Отстранение президента Януковича от должности

### Бегство Януковича
22 февраля Янукович должен был прибыть на съезд депутатов юго-восточных областей Украины и Крыма в Харькове. Организаторы планировали объявить о переносе столицы Украины, и, соответственно, власти, из Киева в Харьков. Янукович на встрече не появился. Он связался с Путиным и договорился о встрече в российском Ростове. Украинские пограничники получили указание из Киева не выпускать самолёт Януковича из Донецка. В это время парламент Украины отстранил Януковича. Янукович решил перебраться в Крым и обратился к Путину за помощью.
На то время Путин уже принял решение о захвате Крыма. Если бы Янукович обосновался в Крыму, и попытался оттуда вернуться в Киев как легитимный президент, это помешало бы планам Путина на Крым. Путин должен был помешать попаданию Януковича в Крым. Он отдал приказ перевезти Януковича в Россию. Янукович выехал из Донецка по земле в сторону Крыма. Российские войска отслеживали передвижение колонны. Российская разведка была на связи с охраной Януковича, и сообщила ему о якобы готовящейся на него засаде. Янукович должен был остановиться не доезжая Крыма и пересесть в посланные за ним через границу российские военные вертолеты. Путин рассказал об этом позже в своих воспоминаниях. Никаких доказательств готовящейся засады так и не появилось. Спецслужбы Украины были на то время слишком дезорганизованы для подготовки подобного. Янукович в крыле из трех армейских военных вертолетов был переправлен, к его удивлению, не в Крым, а в Россию, по причине якобы необходимости дозаправки.
В России Путин Януковича не встречал. Янукович потребовал вернуть его обратно в Украину, в Крым. Его доставили на российскую военную базу в Крыму. Там он встретился с руководителем своей администрации Андреем Клюевым и другими соратниками. В это время новый глава украинской СБУ Валентин Наливайченко и министр внутренних дел Арсен Аваков уже находились в Крыму, пытаясь найти Януковича. Во время протестов на Майдане Наливайченко и Аваков активно участвовали в событиях, и они не были уверены, будут ли их приказы выполнены сотрудниками крымских силовых структур, если последние получат указания арестовать Януковича. Охрана Януковича сохраняла ему верность. Тем не менее, сам Янукович принял решение не рисковать и покинуть Крым, избегая возможных конфликтов и, по его мнению, угроз для своей жизни. Янукович на российском корабле убыл в Россию. С точки зрения Путина, Янукович утратил перспективу в Украине и стал препятствием для его планов в Крыму. По утверждениям Путина, события в Крыму начались изначально по инициативе местного населения, но их итог — «возвращение Крыма» в Россию — было осуществлено по его приказу. С отбытием Януковича в Россию политическое препятствие для захвата Крыма было устранено.

### Отстранение
Утром 22 февраля экстренное заседание Верховной рады продолжилось. На повестку дня были вынесены ключевые вопросы — определение даты досрочных выборов президента, отставка Генерального прокурора, рассмотрение кандидатуры на пост премьер-министра. На заседании зарегистрировалось 248 депутатов (23 — ПР, 56 — «Батькивщина», 37 — «УДАР», 35 — «Свобода», 32 — КПУ, 55 — нефракционных). После объявленного перерыва к ним присоединились ещё около девяноста депутатов.
Заседание вёл вице-спикер Руслан Кошулинский. Он зачитал заявления об отставке спикера Владимира Рыбака и первого вице-спикера Игоря Калетника, а также заявления ряда депутатов о выходе из фракции Партии регионов. Верховная рада приняла отставки должностных лиц.
Тем временем представитель президента Украины в Верховной раде Юрий Мирошниченко сообщил журналистам, что не знает судьбу законов, которые Верховная рада приняла в пятницу и которые должен был подписать президент. Александр Турчинов, со своей стороны, заявил, что, по имеющейся у него информации, большинство министров прежнего правительства покинуло Украину: «Президент Украины тоже находится неизвестно где. Поэтому сейчас вся ответственность на Верховной раде».
Виталий Кличко предложил принять постановление, в котором Виктору Януковичу будет предложено подать в отставку. Выступивший после него Арсений Яценюк заявил, что неподписание Януковичем законов, которые накануне принял парламент, является основанием для его отставки. Он также предложил лидерам фракций собраться для консультаций и принять решение о полной ответственности парламента за ситуацию в стране.
Народный депутат Андрей Ильенко сообщил депутатам, что Янукович покинул свою резиденцию «Межигорье».
Тем временем министр иностранных дел Польши Радослав Сикорский заявил в Варшаве, что достигнутые с президентом Виктором Януковичем договорённости по урегулированию политического кризиса не содержат гарантий его личной безопасности, такие гарантии вообще не обсуждались и они нигде не записаны. Вместе с тем он считает, что добиваться полной капитуляции президента — это плохая идея.
Советник президента Украины Анна Герман сообщила, что Янукович «выполняет конституционные обязанности»: он находится в Харькове, где встретится с избирателями и выступит по местному телевидению.
Верховная рада проголосовала за постановление о недопущении сепаратизма и других проявлений, посягающих на национальную целостность и основы национальной безопасность Украины. «Украина должна иметь единственное видение будущего — это унитарность. Заявления политиканов, направленные на раскол Украины, будут вести за собой ответственность. Это будет расценено как преступление против государственности», — заявил председатель фракции «Батькивщина» Арсений Яценюк. Олег Ляшко внёс поправки к постановлению, предусматривающие поручить ГПУ возбудить уголовное дело против лиц, которые выступают с сепаратистскими заявлениями и действуют против интересов государства, а МВД — немедленно задержать для доставки в суд и взять под стражу Тулуба, Могилёва, Константинова, Кравченко, Кернеса, Добкина.
На должность спикера Рады предлагались кандидатуры Петра Порошенко и Александра Турчинова. Партия регионов, оставшаяся в меньшинстве, отказалась выставлять своего кандидата. Новым спикером был выбран Александр Турчинов. «За» проголосовали 288 народных депутатов.
Рада взяла на себя политическую ответственность за ситуацию на Украине. За постановление по этому вопросу проголосовало 313 народных депутатов. «В связи с тем, что многие самоустранились от высших государственных постов, Верховная рада поручает главе парламента Александру Турчинову до формирования Кабмина координировать работу правительства», — говорилось в постановлении.
Правительство Украины выступило с заявлением, в котором сообщило о готовности передать власть новому руководству: «Учитывая развитие событий на Украине в течение последних дней и часов Кабинет министров подчёркивает, что ситуация на Украине остаётся управляемой и в рамках легитимного законодательного и нормативного пространства. Верховная рада остаётся высшим законодательным органом, который работает в рамках своих полномочий. Кабинет министров и Министерство финансов работают в нормальном режиме и обеспечивают выполнение своих функций и задач», — говорилось в сообщении правительства. Также было отмечено, что после принятия решения Верховной радой относительно нового руководства Кабмина ныне действующее правительство готово обеспечить передачу власти «в полном соответствии с действующей Конституцией и законодательством».
Верховная рада назначила Арсена Авакова исполняющим обязанности главы МВД и отправила в отставку генерального прокурора Виктора Пшонку.
Примерно в 16:00 в эфире харьковского телеканала UBR вышла видеозапись интервью с Януковичем, где он заявил, что не намерен подавать в отставку и не собирается подписывать решения Верховной рады, которые он считает противозаконными, а происходящее в стране квалифицировал как «вандализм, бандитизм и государственный переворот».
Примерно в 17:00 Верховная рада приняла постановление, в котором констатировала «самоустранение неконституционным способом» президента Украины Виктора Януковича от выполнения конституционных полномочий и назначила внеочередные президентские выборы на 25 мая 2014 года. За постановление проголосовало 328 народных депутатов. Постановление вступило в силу с момента его принятия.
Перед голосованием Александр Турчинов заявил депутатам, что примерно в 14:00 удалось найти по телефону Виктора Януковича, и в присутствии других депутатов с ним говорил Арсений Яценюк: он «предложил президенту Януковичу немедленно написать заявление о собственной отставке, с чем он согласился». В то же время, позднее, по словам Турчинова, Янукович, «по-видимому, провёл консультации с другими людьми и стал опровергать эту информацию», а пресс-служба президента ещё и разместила это опровержение в виде видеообращения. «Наше государство не может зависеть от настроений президента, который самоустранился от выполнения своих обязанностей и находится в неизвестном месте», — заявил Турчинов. .
Как заявил в кулуарах Рады заместитель главы фракции Партии регионов Сергей Тигипко, руководство фракции долго пыталось связаться с президентом Виктором Януковичем, но безуспешно, а потому было объявлено «свободное голосование фракции», и фракция поддержала предложение о назначении внеочередных президентских выборов. В сложившейся ситуации, когда из фракции ПР вышло уже 77 человек, по словам Тигипко, возникла необходимость в самое ближайшее время провести съезд и принять соответствующие кадровые решения ради «обновления партии».
Как впоследствии утверждал Виктор Янукович, в этот день он встречался в Донецке с бизнесменом Ринатом Ахметовым и обсуждал с ним сложившуюся в стране ситуацию.
Верховная Рада назначила уполномоченных по контролю за деятельностью СБУ (Валентин Наливайченко), Минобороны (Владимир Замана) и Генпрокуратуры (Олег Махницкий), после чего заседание было закрыто. (24 февраля Наливайченко был утверждён Радой на посту руководителя СБУ, Махницкий — исполняющим обязанности генпрокурора).
Вечером в Государственной пограничной службе Украины сообщили, что пограничники в Донецком аэропорту не позволили вылететь чартерному рейсу с Виктором Януковичем на борту. Сам Янукович спустя 6 дней, находясь уже на территории России, заявил, что не планировал покидать Украину, а вместе с сопровождающими вылетел на двух вертолётах в Луганск, однако военные специалисты госпредприятия по организации воздушного движения Украины «Украэрорух» предупредили экипаж, о возможном подъёме истребителей, если вертолёты продолжат полёт в направлении российской границы, и вертолёты были вынуждены вернуться в Донецк.
Принятый Верховной радой 21 февраля проект «Закона о восстановлении действия отдельных положений Конституции Украины», который возвращал положения Конституции 2004 года и в соответствии с соглашением 21 февраля должен был быть подписан до вечера 23 февраля, президент Янукович до своего отъезда вечером 21 февраля не подписал, а 22 февраля в телеобращении публично заявил об отказе подписывать все принятые Верховной радой 21 февраля документы. Тогда Верховная рада, решив действовать в обход конституционной процедуры, 22 февраля издала постановление о восстановлении Конституции в редакции 2004 года, которое действовало до вступления в силу принятого 21 февраля закона; в тот же день оно было опубликовано, а вскоре был опубликован и сам закон, подписанный уже новоназначенным исполняющим обязанности Президента Украины Александром Турчиновым.
23 февраля Верховная рада приняла постановление о возложении обязанностей президента Украины на председателя Верховной рады Александра Турчинова. В своём обращении к народу Украины Турчинов определил приоритеты в государственной политике:
- прекращение противостояния, восстановление управляемости и правопорядка, отвод в места постоянной дислокации всех спецподразделений и внутренних войск, гарантирование мира и спокойствия, недопущение новых жертв, локальных противостояний и самосудов, жёсткий отпор любым проявлениям сепаратизма и посягательствам на территориальную целостность Украины;
- оздоровление экономики, находящейся в преддефолтном состоянии;
- возвращение к курсу на евроинтеграцию;
- диалог с руководством России с целью построения отношений на новой, действительно равноправной и добрососедской основе, которая предполагает признание европейского выбора Украины[99].

Как сообщила пресс-служба Верховной рады, Александр Турчинов встретился с послом США на Украине Джеффри Пайеттом и обсудил «вопросы восстановления легитимной власти в Украине». Главным вопросом повестки дня Турчинов назвал формирование нового парламентского большинства с целью немедленно утвердить правительство народного доверия. В свою очередь, Пайетт выразил приверженность делу развития партнёрства США с Украиной и её народом: «Мы сочувствуем народу Украины и понимаем, что у революции много мучеников. Лучший способ почтить их память — обеспечить консолидацию демократических сил для формирования нового правительства», — отметил посол США.
В ночь с 23 на 24 февраля Наливайченко и Аваков в сопровождении бойцов спецподразделений «Альфа» и «Сокол» отправились в Крым с целью задержания Януковича (по свидетельству российского президента Владимира Путина, опубликованному в марте 2015 года, операция российских спецслужб по эвакуации Януковича из Донецкой области в Крым была проведена по его личному решению ещё в ночь с 22 на 23 февраля 2014 года, в связи с полученной российскими спецслужбами информации об опасности, угрожавшей жизни Виктора Януковича и членов его семьи, а вскоре после этого Янукович был тайно перевезён на территорию России).
Утром 24 февраля Аваков сообщил, что поиски Януковича в Крыму не увенчались успехом, и заявил, что Виктор Янукович и ряд других должностных лиц объявлены в розыск. Тем временем Анна Герман и Валентин Наливайченко продолжали утверждать, что, по их сведениям, Янукович всё ещё находится на территории Украины. Как впоследствии утверждал сам Янукович, в этот же день он покинул Крым.
25 февраля Верховная рада обратилась в Международный уголовный суд «от имени украинского народа с целью привлечения к уголовной ответственности высших должностных лиц Украины в связи с преступлениями против человечности во время мирных акций протеста граждан, имевших место на Украине в период с 30 ноября 2013 года по 22 февраля 2014 года, а именно: экс-президента Украины Виктора Януковича, экс-генерального прокурора Виктора Пшонку, бывшего министра внутренних дел Виталия Захарченко и других должностных лиц, которых определит прокурор Международного уголовного суда».
Как указывалось в обращении, в течение трёх месяцев на Украине правоохранительные органы по приказу высших должностных лиц государства неправомерно применяли меры физического воздействия, специальные средства и оружие к участникам мирных акций в Киеве и других городах Украины. Систематически допускалось превышение должностных полномочий, а также совершались другие тяжкие и особо тяжкие преступления, которые привели к убийству более 100 граждан Украины и других государств, ранениям и увечьям более 2 тыс. человек, в отношении мирных граждан применялись пытки (незаконное задержание и содержание раздетыми догола при температуре воздуха ниже 15 градусов Цельсия, применение водомётов против участников мирных акций протеста при температуре воздуха ниже 10 градусов Цельсия, нанесение телесных повреждений разной степени тяжести и т. п.), похищения и исчезновения людей, насильственное незаконное лишение их свободы, насильственный вывоз в безлюдные места с целью пыток и убийства, необоснованное тюремное заключение большого количества людей в разных городах Украины, их жестокое избиение, противоправное уничтожение имущества участников мирных акций (жилья, автомобилей, и т. д.). Также в документе отмечалось беспрецедентное использование властью на местах и милицией организованных преступных группировок с целью запугивания и похищения людей, пыток, убийств, уничтожения их имущества и др. Как правило, преследование людей велось по политическим мотивам (активистов оппозиционных партий, общественных организаций, «Евромайдана», «Автомайдана» и др.).
В отделе Международного уголовного суда по связям с общественностью сообщили, что ни одно государство «не имеет права просить Международный уголовный суд привлекать к ответственности конкретных лиц». «Только прокурор суда может решить, есть ли надлежащие основания для проведения расследования. А если расследование начато, то только прокурор на основании собранных доказательств может запросить у судей МУС предъявить требования о явке или выдать ордер на арест в отношении конкретных лиц», — заявили в суде.
Кроме того, в настоящее время юрисдикция суда не распространяется на Украину, поскольку страна не ратифицировала Римский статут (международный договор, на основе которого МУС осуществляет свою деятельность). Украина должна либо ратифицировать Римский статут, что даст возможность МУС расследовать ситуации, имевшие место на его территории со вступления документа в силу, то есть с 1 июля 2002 года, либо сделать заявление о принятии юрисдикции МУС, которое должно быть официально зарегистрировано.
25 февраля днём возобновил работу официальный сайт президента Украины. В обновлённой версии интернет-ресурса исчезли все материалы об отстранённом от должности Викторе Януковиче. Изменения не коснулись только раздела «Официальные документы», где размещены указы, распоряжения и поручения президента Украины.
Бывший глава Администрации президента Андрей Клюев сообщил агентству УНИАН, что 23 февраля он лично встречался с Виктором Януковичем в Крыму и подал ему заявление об отставке. Клюев подчеркнул, что был фактически отстранён от принятия решений по урегулированию конфликта и не был в курсе о готовящемся силовом сценарии. По данным источников УНИАН, на обратном пути в Киев на Клюева совершили нападение, забрали автомобиль, а сам он получил серьёзное ранение.
25 февраля Печерский райсуд Киева вынес постановление о задержании Виктора Януковича. Об этом сообщил назначенный Радой и. о. генерального прокурора Олег Махницкий. По словам Махницкого, Янукович объявлен в розыск по подозрению в массовых убийствах, а также в умышленном убийстве с отягчающими обстоятельствами.
26 февраля Александр Турчинов принял на себя обязанности верховного главнокомандующего Вооружённых сил Украины.
26 февраля агентство РБК сообщило, что Виктор Янукович прибыл в Москву в ночь на 25 февраля.
27 февраля стало известно, что Виктор Янукович обратился к руководству России с просьбой обеспечить ему личную безопасность «от действий экстремистов» в связи с поступающими в его адрес угрозами расправы. В своём обращении Янукович неоднократно подчеркнул, что считает себя действующим президентом Украины, а решения, принятые Верховной радой в последние дни, квалифицировал как нелегитимные. Янукович также обвинил оппозицию в невыполнении Соглашения об урегулировании политического кризиса, заключённого 21 февраля. Сразу же после этого российские информационные агентства опубликовали заявление «источника во властных структурах РФ», утверждавшего, что Янукович получит личную безопасность на территории России
28 февраля в российском Ростове-на-Дону Виктор Янукович провёл пресс-конференцию, где подтвердил, что считает себя действующим президентом и никогда не признает решение парламента Украины о его отстранении от должности. Янукович также обвинил Евросоюз и США в невыполнении Соглашения об урегулировании политического кризиса на Украине.
11 марта Виктор Янукович сделал заявление для прессы в Ростове-на-Дону. Он заверил, что по-прежнему является законным президентом Украины и верховным главнокомандующим.

### Правомерность смещения президента
«Самоустранение президента от осуществления конституционных полномочий» не указано в перечне оснований для досрочного прекращения полномочий главы государства, в который входят: 1) отставка, оглашённая лично на заседании Верховной рады, 2) неспособность осуществлять свои полномочия по состоянию здоровья, 3) импичмент (сложная и длительная процедура которого могла бы снять вопрос о законности смещения Януковича, но не была соблюдена парламентом) или 4) смерть, что поставило правомерность принятия Верховной радой постановления о самоустранении президента под вопрос.
По мнению правоведа Кристиана Марксена и политолога Хайко Плейнеша, в рамках узкого, буквального прочтения конституционных норм, процедура импичмента в отношении Виктора Януковича проведена не была, и его отстранение с поста президента Украины было неконституционным. По мнению политолога Марии Поповой, Рада конституционно установила, что Янукович самоустранился. Профессора права Виктора Мусияки указал на то, что у парламента не было альтернативного варианта устранения опасности, угрожавшей правовому и государственному строю в результате действий Януковича. Доктор юридических наук Анатолий Заець отметил, что возможность досрочного прекращения полномочий президента в результате его отказа выполнять свои функции обсуждалась в Конституционной комиссии Украины, но такой пункт не был включён в текст сознательно из предположения, что лицо, избранное президентом, будет проявлять ответственность. Заець назвал отсутствие данного пункта «не дырой в праве, а квалифицированным молчанием Конституции, которое исходит из обычного здравого смысла».

## Формирование нового правительства
Вечером 26 февраля во время веча на Майдане незалежности был оглашён состав нового правительства, который предполагалось вынести на голосование Верховной рады 27 февраля.
27 февраля спикер Верховной рады Александр Турчинов объявил о создании нового парламентского большинства: «В соответствии со статьёй 83 Конституции Украины официально оглашаю, что 27 февраля была сформирована и зарегистрирована коалиция „Европейский выбор“». На 27 февраля в коалицию вошло 250 депутатов: члены фракции «Батькивщина», УДАР, «Свобода» и двух депутатских групп — «Суверенная европейская Украина» и «Экономическое развитие». В тот же день Верховная рада назначила Арсения Яценюка премьер-министром и утвердила состав правительства.
Партия УДАР не была официально представлена в правительстве, но по квоте лидера партии Виталия Кличка был назначен новый глава СБУ Валентин Наливайченко.

## Оценки
Историки рассматривают данные события, совместно с Евромайданом, как революцию («Революция достоинства»). В российской пропаганде и в заявлениях российских политиков события часто называются «государственным переворотом», в то время как историки оценивают как переворот последующие действия РФ в Крыму, когда вскоре после бегства Януковича российские военные в ходе тайной специальной операции заменили местное правительство в Крыму российскими доверенными лицами, и Россия поручила им подготовить регион к российской аннексии[значимость факта?].

### США
- В своих мемуарах, вышедших в ноябре 2017 года, бывший вице-президент США Джо Байден пишет о своём звонке Януковичу в конце феврале 2014 года: «… когда его снайперы убивали десятки украинских граждан и у нас были достоверные сведения о том, что он нацелен на более жестокое подавление протестов. До этого я предупреждал его в течение нескольких месяцев, что ему надо вести себя сдержаннее к украинским гражданам, но в ту ночь после трёх месяцев демонстраций я сказал ему, что все кончено: ему надо отозвать своих вооружённых людей и уходить». Он предупредил Януковича, что ему не стоит ждать, что его «российские друзья» спасут его от катастрофы, что тот «потерял доверие украинского народа» и «история будет сурово судить его, если тот продолжит убивать украинских граждан». «На следующий день» Янукович уехал из страны и контроль над правительством «временно перешёл в руки молодого патриота Арсения Яценюка»[145][146].

## Комментарии
1. ↑  Представитель России на переговорах Владимир Лукин отказался подписывать соглашение об урегулировании кризиса
2. ↑  Сам Янукович отрицает, что соглашался уйти в отставку (см. интервью Януковича)